# Premio Mujer TEC
El Premio Mujer TEC es un reconocimiento que otorga el Tecnológico de Monterrey a mujeres dentro y fuera de la comunidad universitaria que su liderazgo, trayectoria y aportaciones han impactado a otras mujeres en diversos ámbitos profesionales, mostrándolas como Mujeres que hacen historia. Entre las ganadoras han estado directivas de grandes corporativos nacionales e internacionales, emprendedoras, mentoras, investigadoras, científicas, activistas, artistas, y deportistas.

## Historia
Este premio está inspirado en el marco del 8 de marzo, día internacional de la mujer y es creado en 2013, por Lumi Velázquez y un grupo de estudiantes. Surge como un proyecto académico, reconociendo a mujeres que se desarrollan profesional y personalmente en múltiples disciplinas, y, se enreda como un símbolo institucional desde hace más de una década.
Busca dignificar la equidad de género e impulsar a las mujeres, así como, ser un ejemplo que impulse a otras organizaciones a minimizar la brecha de género y estimular el poder transformador de las mujeres en la sociedad.
Las categorías a 2023, son:  #SheforShe, Ciencias, Deporte y Gestión Deportiva, Arte y Gestión Cultural, Ciudadanía con perspectiva de género, Emprendimiento, Salud y bienestar, Medio ambiente y Poder Transformador, también ha contenido anteriormente categorías como Mentoring, valores, entre otras.

## Presea
La presea que se entrega actualmente lleva por nombre MULIER AMET del latín “mujer retadora” inspirada en la niña sin miedo (Ferales Girl) de la artista Kristen Visbal,  recuerda la importancia de la igualdad de género, en el distrito financiero de Nueva York.  Es una obra que abstrae la postura retadora y de poder que recuerda la equidad de género y el liderazgo para reconocer a las mujeres, que da voz y motiva a generaciones venideras.

## Algunas ganadoras
- 2013 Marcela Sada González.
- 2014 Ana Cecilia Mata Rodríguez[11]
- 2015 Alma Karla Sandoval
- 2016 Dafne Almasan Anaya[12]
- 2017 Elena Olascoaga.[13]
- 2018 Yeudith Velázquez Aguilar.[4][14]
- 2019 Group Stronger Together.[15]
- 2020 Martha Herrera González.[16][17]
- 2021 María Esperanza Burés Ramírez.[18]
- 2022 Migdalia Van Der Hoven.[4]
- 2023 Evelyn Vanessa Loredo Lara.[4]
- 2023 Karla Gabriela Perales López.[19]